# Удер
Удер (нім. Uder) — громада в Німеччині, розташована в землі Тюрингія. Входить до складу району Айхсфельд. Центр об'єднання громад Удер.
Площа — 13,90 км2. Населення становить 2688 ос. (станом на 31 грудня 2021).